# Marmosops woodalli
Marmosops woodalli és una espècie de mamífer didelfimorf de la família dels didèlfids. Viu a la part del Brasil que es troba al sud de l'Amazones i a l'est del riu Xingu, així com a l'illa de Marajó, a la desembocadura de l'Amazones. A l'est, la seva distribució arriba fins a l'estat de Maranhão i al sud fins a Tocantins.

## Característiques
M. woodalli ateny una llargada de cap a gropa de 7-12 cm, als quals cal afegir una cua de 9-16 cm. En general, els individus de l'est del riu Tocantins són un xic més grossos que els que viuen a l'oest del riu. El pelatge dorsal sol ser de color marró fosc i fer 6-9 mm de llargada. Els individus de les sabanes són generalment més clars que els silvícoles. El pelatge dels flancs és una mica més clar. El pelatge ventral és blanc. És poc habitual que aquesta coloració s'estengui fins a la vora interior de les extremitats. El musell és més clar que la part superior del cap i de color marró grisenc, amb alguns pèls grisos dispersos. Les galtes i les potes anteriors són blanquinoses. La cua és marró fosc o marró grisenc a la part superior i de tonalitats més clares a la part inferior. Les escates de la cua tenen una distribució en espirall. Al final de cadascuna hi ha tres pèls, del qual el mitjà és el més gruixut i pigmentat. Hi ha nou mamelles: quatre a cada banda i una al mig.
Es pot distingir del seu parent proper, la marmosa hirsuta (M. parvidens), pel seu pelatge ventral marró fosc i el seu pelatge ventral blanc (marró rogenc o de color crema en M. parvidens).

## Hàbitat
M. woodalli viu a les selves tropicals, els boscos tropicals secs, els boscos secundaris i les sabanes de cerrado. No cohabita amb cap altra espècie d'opòssum. Tot i que pot grimpar als arbres, passa la major part del temps a terra. Sembla que la temporada d'aparellament és la tardor.